# 一级集团军级政委
一级集团军级政委是苏联工农红军在1935年至1940年的一个军衔等级。与一级集团军级指挥员平级。

## 任命

### 1935年
1935年11月20日，苏联中央执行委员会与苏联人民委员会授衔：
- 扬·加马尔尼克 (1894-1937), 被捕前自杀。

### 1937
- 彼得·斯米爾諾夫 (1897-1939), 1938年6月30日被捕，判处死刑，随即被枪决。

### 1939
- 列夫·扎哈洛维奇·麦赫利斯 (1889-1953)